# Домбровиці (Опольське воєводство)
Домбровиці (пол. Dąbrowice) — село в Польщі, у гміні Хжонстовиці Опольського повіту Опольського воєводства.
Населення — 229 осіб (2011).

## Демографія
Демографічна структура станом на 31 березня 2011 року:
|          | Загалом | Допрацездатний вік | Працездатний вік | Постпрацездатний вік |
| -------- | ------- | ------------------ | ---------------- | -------------------- |
| Чоловіки | 107     | 22                 | 78               | 7                    |
| Жінки    | 122     | 15                 | 78               | 29                   |
| Разом    | 229     | 37                 | 156              | 36                   |